# Rafael González (Fußballspieler, 1950)
Rafael Ernesto del Carmen González Córdova (* 24. April 1950 in Santiago de Chile) ist ein ehemaliger chilenischer Fußballspieler. Mit dem CSD Colo-Colo kam der Abwehrspieler ins Finale der Copa Libertadores 1973. Mit der Nationalmannschaft Chiles nahm González  an der Weltmeisterschaft 1974 teil. 1978 und 1985 wurde der 20-fache Nationalspieler jeweils Fußballer des Jahres in Chile.

## Spielerkarriere

### Verein
Rafael González begann seine Laufbahn bei Deportivo Santa Marta, wechselte 1965 in die Jugend von CSD Colo-Colo und debütierte in der Primera División im Dezember 1969 beim 4:1-Erfolg über Antofagasta Portuario. Mit den Albos gewann der Innenverteidiger die Meisterschaften 1970 und 1972 sowie die Copa Chile 1974. Ein großer Erfolg war zudem das Erreichen des Finales der Copa Libertadores 1973, als der brasilianische Vertreter Botafogo FR zuvor aus dem Wettbewerb ausgeschaltet werden konnte. Im Finale verlor Colo Colo '73, wie die Mannschaft später genannt wurde, nach zwei Unentschieden in Hin- und Rückspiel das Entscheidungsspiel nach Verlängerung knapp mit 1:2 gegen den Titelverteidiger CA Independiente aus Argentinien.
1976 wechselte González zu Unión Española und gewann die Meisterschaft 1977. 1978 wurde er zum Fußballer des Jahres in Chile gewählt. Dies gelang ihm erneut 1985, als er im Trikot von Deportes Arica spielte. Nach einer kurzen Rückkehr zu Unión Española spielte González noch für Audax Italiano und beendete seine Karriere 1989 beim CD Magallanes.

### Nationalmannschaft
In der chilenischen Nationalmannschaft gab González im Januar 1971 gegen Mexiko sein Länderspieldebüt. Weitere Freundschaftsspiele und -turniere folgten. González wurde für die Weltmeisterschaft 1974 nominiert, kam aber nicht zum Einsatz. Chile schied nach der Niederlage gegen Deutschland sowie den beiden Unentschieden gegen die DDR und Australien als Gruppendritter aus dem Turnier aus. Bei der Copa América 1975 spielte González alle vier Partien, jedoch kam Chile hinter Peru nicht in die nächste Turnierphase. Nach der Copa América absolvierte González im Oktober 1976 noch ein weiteres Länderspiel gegen Argentinien. Insgesamt kommt er auf 20 Länderspiele, davon viele an der Seite von Leonel Herrera Rojas.

## Erfolge
Colo-Colo
- Chilenischer Meister: 1970, 1972
- Chilenischer Pokalsieger: 1974

Unión Española
- Chilenischer Meister: 1977